# Берри, Мэри
Дама Мэри Роза Эллин Ханнингс (урождённая Берри; род. 24 марта 1935, Бат, Сомерсет), профессионально известная как Мэри Берри, британская кулинарная писательница и телеведущая.

## Биография
Получив поощрение на уроках домоводства в школе, она изучала общественное питание и управление в колледже. Затем она переехала во Францию в возрасте 21 года, чтобы учиться в школе Le Cordon Bleu, а затем начала работать в кулинарии.
Она опубликовала более 75 кулинарных книг, в том числе свою бестселлерную Библию для выпечки в 2009 году. Ее первой книгой была «Цветная поваренная книга Хэмлина» в 1970 году. Она провела несколько телевизионных сериалов для BBC и Thames Television. Мэри была судьей в телевизионной программе BBC One (первоначально BBC Two) The Great British Bake Off с момента ее запуска в 2010 году до 2016 года (вместе с Полом Голливудом). В 2018 году Берри был судьей британского Britain’s Best Home вместе с шеф-поваром Дэном Доэрти и телеведущим Крисом Бэвином.
В 2016 году именем Мэри Берри был назван один из новых сортов роз, выбранный самой женщиной.